# Valora Noland
Valora Noland (* 8. Dezember 1941 in Seattle, Washington als Valor Baum; † 27. März 2022 in Sebastopol, Kalifornien) war eine US-amerikanische Schauspielerin.

## Leben
Angeblich war Nolands Mutter Mrs. Baum von einer 1939 gehaltenen Rede von Winston Churchill so bewegt: Death and sorrow will be the companions of our journey; hardship our garment; constancy and valour our only shield, dass sie ihre später geborene Tochter Valor nannte. Diese wuchs in Santa Cruz, Kalifornien auf und besuchte dort die Santa Cruz High School. Als sie sich mit neunzehn Jahren dafür entschied Schauspielerin zu werden, hängte sie ein „a“ an ihren Vornamen und änderte ihren Nachnamen in Noland. Sie begann eine Ausbildung am Pasadena Playhouse, verließ dieses aber nach anderthalb Jahren wieder. Anschließend fand sie einen Agenten und ihre Schauspielkarriere im Fernsehen der 1960er Jahre begann. Ihre ersten beiden kleinen Auftritte hatte sie 1961 in der Folge Mordverdacht der Westernserie Westlich von Santa Fé und in der Krimiserie Polizeirevier 87. Ein Jahr später erlebte sie ihr Filmdebüt als „das Mädchen“ in Daniel Manns Ein Fremder kam an, wobei die Szene mit ihr in der Endfassung wieder herausgeschnitten wurde. 1963 spielte sie in William Ashers Filmkomödie Beach Party die Rhonda, die beste Freundin der Dolores, die von Annette Funicello verkörpert wird. In der Fortsetzung Muscle Beach Party spielte sie 1964 einen Charakter namens Animal. Weitere Filmauftritte folgten, so etwa 1964 als Vickie in Joseph Adlers romantischen Drama Sex and the College Girl, 1965 als Diana in James Bruners Summer Children, 1966 als Margaret Courtney in Eddie Romeros preisgekrönten Drama The Passionate Strangers und 1967 als Kate in Burt Kennedys Western-Heritage-Award-ausgezeichneten Western Die Gewaltigen. Daneben ist sie unter anderem in den Fernsehserien Mutter ist die Allerbeste (1963, 1965), Amos Burke (1963, 1965) und in der Folge Schablonen der Gewalt der Science-Fiction-Serie Raumschiff Enterprise (1968) zu sehen. Seit 1970 trat sie nicht mehr als Schauspielerin in Erscheinung.

## Filmografie
- 1961: Westlich von Santa Fé (The Rifleman, Fernsehserie, Folge Mordverdacht)
- 1961: Polizeirevier 87 (87th Precinct, Fernsehserie)
- 1962: Am Fuß der blauen Berge (Laramie, Fernsehserie, eine Folge)
- 1963: The DuPont Show of the Week (Fernsehserie, eine Folge)
- 1963: Assistenzarzt Dr. Kildare (Dr. Kildare, Fernsehserie, eine Folge)
- 1963: Beach Party
- 1963, 1965: Mutter ist die Allerbeste (The Donna Reed Show, Fernsehserie, 2 Folgen)
- 1963, 1965: Amos Burke (Fernsehserie, 2 Folgen)
- 1964: Muscle Beach Party
- 1964: Wagon Train (Fernsehserie, eine Folge)
- 1964: Sex and the College Girl
- 1965: Summer Children
- 1966: Solo für O.N.C.E.L. (The Man from U.N.C.L.E., Fernsehserie, eine Folge)
- 1966: The Passionate Strangers
- 1967: Die Leute von der Shiloh Ranch (The Virginian, Fernsehserie, eine Folge)
- 1967: Die Gewaltigen (The War Wagon)
- 1967: Mannix (Fernsehserie, eine Folge)
- 1968: Raumschiff Enterprise (Star Trek, Fernsehserie, Folge 2x21: Schablonen der Gewalt)
- 1970: Up Your Teddy Bear